# Chiesa di Sant'Antonio da Padova (Esterzili)
La chiesa di Sant'Antonio da Padova è una chiesa campestre situata in territorio di Esterzili, centro abitato della Sardegna centro-orientale. Consacrata al culto cattolico, fa parte della parrocchia di Sant'Ignazio da Laconi, diocesi di Lanusei.
La chiesa, ubicata su un colle alla periferia del paese, risale al XVII secolo. L'edificio  si presenta con pianta a croce, infatti dalla navata centrale si uniscono lateralmente i due bracci del transetto. Nella modesta facciata, il portone ligneo è sovrastato da una statua del santo, posto sopra una piccola mensola. Nella parte centrale del prospetto è posto un piccolo campanile a vela con luce ogivale e una campana.
La chiesa è aperta solo i giorni di novena e il giorno festivo in onore al santo